# Xenophrys caudoprocta
Xenophrys caudoprocta és una espècie d'amfibi que viu a la Xina.